# أوسترينغن
اوسترينغن (بالألمانية: Östringen) هي مدينة وبلدة ألمانية تقع في ألمانيا في بادن-فورتمبيرغ. يقدر عدد سكانها بـ 12,939 نسمة .

## المدن التوأمة
مدن أبرغافني ‏، روزنبرخ وThiviers هي مدن توأمة لـاوسترينغن.

## أعلام
- ثيودور هوفمان
- رودي هوفمان